# Lost & Found (Jorja Smith)
Lost & Found è il primo album in studio della cantante britannica Jorja Smith, pubblicato l'8 giugno 2018 dalla FAMM.

## Tracce
1. Lost & Found – 5:14 (Jorja Smith, Charlie Perry)
2. Teenage Fantasy – 3:46 (Jorja	Smith, Charlie Perry, Peter Meredith)
3. Where Did I Go? – 3:11 (Jorja Smith, Michael Stafford, Oliver Rodigan, Sam Wills)
4. February 3rd – 4:02 (Jorja Smith, Michael Stafford, Jeff Kleinman, Michael Uzowuru, Jason Pounds)
5. On Your Own – 4:01 (Jorja Smith, Jason Pounds)
6. The One – 3:17 (Jorja Smith, Joel Compass, Ed Thomas, Maaike Lebbing, Amanda Ghost)
7. Wandering Romance – 4:35 (Jorja	Smith, Michael Stafford, Felix Joseph)
8. Blue Lights – 4:10 (Jorja Smith, Ben Joyce, Guy Bonnet, Roland Romanelli, Dylan Mills, Nicholas Detnon)
9. Lifeboats (Freestyle) – 2:52 (Jorja Smith, Tom Misch)
10. Goodbyes – 3:50 (Jorja Smith, Ed Thomas)
11. Tomorrow – 3:52 (Jorja Smith, Michael Stafford, Ed Thomas)
12. Don't Watch Me Cry – 3:10 (Jorja Smith)

## Classifiche

### Classifiche settimanali
| Classifica (2018-20) | Posizione massima |
| -------------------- | ----------------- |
| Australia            | 13                |
| Belgio (Fiandre)     | 12                |
| Belgio (Vallonia)    | 22                |
| Canada               | 42                |
| Corea del Sud        | 78                |
| Danimarca            | 31                |
| Francia              | 17                |
| Germania             | 61                |
| Irlanda              | 14                |
| Nuova Zelanda        | 16                |
| Paesi Bassi          | 12                |
| Regno Unito          | 3                 |
| Repubblica Ceca      | 66                |
| Stati Uniti          | 41                |
| Svezia               | 57                |
| Svizzera             | 9                 |

### Classifiche di fine anno
| Classifica (2018) | Posizione |
| ----------------- | --------- |
| Belgio (Fiandre)  | 127       |
| Belgio (Vallonia) | 199       |
| Francia           | 194       |
| Classifica (2019) | Posizione |
| Belgio (Fiandre)  | 144       |
| Francia           | 170       |
| Classifica (2020) | Posizione |
| Francia           | 192       |